# Celtes d'Italie

Les peuples de la Gaule cisalpine au

Les peuples celtes de la péninsule italique étaient, selon les sources latines, d'origine gauloise, sans que leur provenance exacte soit mentionnée : des populations celtiques étaient probablement présentes au nord de la péninsule dès le VIIe siècle avant notre ère (voir culture de Golasecca), mais ce sont surtout des invasions au IVe siècle avant notre ère qui permirent aux Celtes d'entrer dans l'Histoire et de dominer la plaine du Pô : une partie de ces « Gaulois » assiégea notamment Rome vers 390 av. J.-C.. 
L'ensemble de ces populations ne s'établit pas en Italie, mais les « Gaulois de Cisalpine » étaient eux-mêmes issus de peuples ou de fédérations de peuples qui avaient entrepris une migration et qui s'étaient scindés : d'autres Boïens, par exemple, donnèrent leur nom à la Bohème.
Les Gaulois d'Italie fournirent des mercenaires appréciés dans l'ensemble des guerres du monde antique au IIIe siècle avant notre ère, avant d'être soumis par Rome avant la fin du IIIe siècle. 
Il faut distinguer les populations établies au sud du Pô, chez lesquelles l'acculturation fut plus forte au contact des autres peuples italiques, et les populations établies au nord du Pô qui, plus proches de la Transalpine, conservèrent plus longtemps leur caractère celtique.
- Populations établies au sud du Pô : 
  - Boïens (Bologne),
  - Lingons (Province de Ferrare),
  - Sénons (zone limitrophe de celle occupée par les Picènes, dans les régions actuelles des Marches et d'Emilie-Romagne).

- Populations établies au nord du Pô :
  - les Cénomans (Cenomani),
  - les Insubres ,
  - Peuplades de moindre importance établies au nord du Pô ; peut-être plus anciennes et dominées un temps par les Insubres :
    - les Comasques ou Cômasques,
    - les Laevi,
    - les Libici,
    - les Marici,
    - les Orobiens (Orobii, Orumbovii),
    - les Salasses (Salassi),
    - les Salyens (Salluvii) (rapport avec les Salyens de la Narbonnaise inconnu),
    - les Vertamocores (Vertamocorii) (rapport avec les habitants du Vercors inconnu),

  - autres antérieures au IIIe siècle,
    - les Anares,
    - les Lépontiens (Lepontii),
    - les Carni.